# Подводное течение (фильм, 1946)
«Подводное течение» (англ. Undercurrent) — фильм нуар режиссёра Винсента Миннелли, вышедший на экраны в 1946 году.
Сценарий фильма написал Эдвард Чодоров на основе романа Тельмы Стрэйбел «Ты там был», опубликованном в журнале «Woman’s Home Companion» в 1944—1945 годах. Фильм рассказывает о профессорской дочери (Кэтрин Хэпбёрн), которая выходит замуж на очаровательного и богатого изобретателя и бизнесмена (Роберт Тейлор), но вскоре понимает, что у её мужа есть серьёзные психологические проблемы, связанные с его таинственно исчезнувшим братом (Роберт Митчем). Героиня пытается разобраться в прошлом мужа, чтобы помочь ему и спасти свой брак, однако это приводит лишь к ещё большему отчуждению с его стороны вплоть до попытки убийства.
Картина относится к категории готических нуаров о молодых девушках, которые выходят замуж за очаровательных мужчин, которые со временем начинают представлять для них угрозу. К этой же категории фильмов относятся «Ребекка» (1940) и «Подозрение» (1941) Альфреда Хичкока, «Газовый свет» (1944) Джорджа Кьюкора и «Тайна за дверью» (1948) Фритца Ланга.

## Сюжет
Красивая, умная и идеалистичная, но неопытная в светской жизни, Энн Хэмилтон (Кэтрин Хэпбёрн) живёт вместе с отцом-профессором химии в одном из университетских городков на северо-востоке США. Несмотря на свою привлекательность и весёлый характер, она долго не может выйти замуж, так как не видит среди окружающих мужчин подходящую кандидатуру. Однажды к профессору Хэмилтону приезжает успешный молодой изобретатель и промышленник Алан Гэрроуэй (Роберт Тейлор), создатель знаменитого пульта дистанционного управления взрывными устройствами, который внёс важный вклад в победу во время Второй мировой войны. В первый же вечер Алан и Энн влюбляются друг в друга. Однажды во время беседы у камина собачка Энн недружелюбно реагирует на Алана, на что тот замечает, что животные не любят его. В другой раз один из молодых коллег отца Энн после беседы с Аланом замечает, что разбирается лучше в изобретённом Аланом приборе, чем сам Алан, однако никто не обращает внимания на его слова, считая, что он говорит это из ревности.
Вскоре Алан делает Энн предложение, они быстро женятся и улетают в Вашингтон. В аэропорту их встречает генеральный менеджер корпорации Алана, замкнутый и неразговорчивый мистер Уормсли (Клинтон Сандберг). Алан устраивает в своём шикарном вашингтонском доме приём для высокопоставленных политиков и бизнесменов, на котором неопытная в светской жизни Энн чувствует себя не в своей тарелке. Она стесняется своего непрезентабельного наряда, не соответствующего мероприятию такого уровня, а также незнания политической тематики и неумения беседовать на светские темы. После окончания приёма Алан обещает купить жене лучшие наряды, и вскоре они едут в дорогой бутик и покупают самые дорогие и модные платья и костюмы. В бутике они встречают женщину, которая знала Алана по его детским годам в небольшом городке в Виргинии. В беседе она упоминает, что у Алана есть брат, однако Алан явно не хочет о нём говорить. Дома Алан рассказывает Энн, что после смерти отца он вместе с братом Майклом взял на себя управление семейным бизнесом, который связан с разработкой и изготовлением механических приборов. Майкл должен был заниматься деловыми вопросами, а Алан стал главным инженером. Однако Майкл мало интересовался работой, он увлекался музыкой, искусством, любил женщин и весёлое времяпрепровождение, на что были нужны деньги. Однажды Алан проверил бухгалтерские книги и выяснил, что Майкл потратил много денег, принадлежащих фирме, на свои личные нужды. Вскоре после того, как Алан поговорил с ним об этом, Майкл исчез, и с тех пор Алан о нём ничего не знает. Алан прямо говорит, что ненавидит своего брата и хотел бы, чтобы тот навсегда исчез из его жизни.
Когда Энн заходит в книжный магазин, чтобы купить подарок отцу, владелец отдаёт ей стихотворный сборник, который, по его уверению, отдал на переплёт её муж. На одном из приёмов Энн читает стихотворение Стивенсона из этого сборника, однако Алан не проявляет к этому никакого интереса и тут же уходит. Энн понимает, что её мужа стихи совершенно не интересуют. Алан везёт Энн в своё богатое семейное поместье в Миддлсбург, штат Виргиния. Во время прогулки по территории Энн видит, как в конюшне одна из лошадей вдруг приходит в бешенство. Конюх объясняет ей, что поведение лошади изменилось после того, как Алан однажды жестоко избил её. Некоторое время спустя Энн наигрывает в зале на фортепиано любимую мелодию Брамса. Услышав её, Алан приходит в ярость и резко требует жену прекратить. Однако тут же приходит в себя и объясняет, что такая реакция связана с тем, что его мать играла эту мелодию прямо перед смертью. После его ухода Энн спрашивает в дворецкого Джорджа, правда ли это, на что тот отвечает, что мать Алана вообще не умела музицировать, а эту мелодию когда-то любил наигрывать Майкл. Чувствуя, что у мужа есть психологические проблемы, возможно, связанные с отношениями с его братом, Энн решает во всём разобраться и помочь ему. Вскоре они переезжают в Сан-Франциско, где расположена штаб-квартира корпорации «Гэрроуэй». На приёме в Сан-Франциско Энн знакомится с молодой красивой дамой Сильвией Ли Бёртон (Джейн Медоуз), которая, как выясняется, когда-то была почти невестой Алана, но затем она с ним рассталась и сблизилась с Майклом. Сильвия предполагает, что Майкл не исчез, а его убили, и, возможно, это сделал Алан.
Когда Алан уезжает в командировку в Сиэтл, Энн приходит в его офис и просит Уормсли показать ей, как добраться до прибрежного ранчо, которое когда-то принадлежало Майклу и которое позднее выкупил Алан. На ранчо она встречает Майкла (Роберт Митчем), который выдаёт себя за смотрителя. Энн отправляется с ним на прогулку по ранчо, восхищаясь домом и окрестностями. Вместе они чудесно проводят время, после чего Майкл удаляется. Тем же вечером на ранчо неожиданно появляется Алан, которому Уормсли сообщил, куда поехала его жена. Алан опять приходит в ярость и требует объяснить, зачем она сюда приехала. Энн отвечает, что всего лишь хочет сохранить их брак и для этого побольше узнать о его прошлом. Отношения между ними разлаживаются. Алан возвращается в Сиэтл, чтобы продолжить свои дела, а Энн уезжает в Миддлбург.
Некоторое время спустя Алан приезжает в Миддлбург, где неожиданно появляется и Майкл. Майкл напоминает Алану о том, что у них на заводе работал немецкий инженер-антифашист. Именно он разработал тот самый знаменитый прибор, который американские самолёты использовали во время войны. Однако Алан убил инженера и присвоил себе его изобретение. Майкл говорит Алану, что решил предать огласке его преступление сейчас, потому что, познакомившись с Энн, понял, что она слишком хороший человек, чтобы связывать свою жизнь с убийцей. Алан говорит Майклу, что с тех пор он стал другим человеком и обещает рассказать Энн всю правду о своём прошлом. В этом случае Майкл обещает промолчать об убийстве. Однако при встрече с Энн Алан колеблется и не решается ей ничего рассказать. Вместо этого он клянётся, что ничто и никто не встанет между ними. Энн со своей стороны признаётся мужу, что Майкл захватил её мысли, и она уже почти влюблена в его образ. Алан начинает безумно ревновать по поводу страстного интереса Энн к его брату. Она начинает бояться его и пытается сбежать из дома, однако Алан не даёт ей уйти и фактически запирает её дома.
Однажды Алан и Энн отправляются на лошадях в гости к одному из знакомых соседей. Во время поездки Алан пытается столкнуть жену с крутого обрыва. Энн удаётся вывернуться и проскакать вперёд, однако, ударившись о ветку дерева, она падает на землю. Алан догоняет Энн, заносит над её головой огромный камень и собирается убить. В этот момент разъярённая лошадь Алана несколько раз бьёт его копытами по голове и по груди, убивая своего владельца.
Несколько дней спустя Энн приходит в себя в доме своего отца, куда какое-то время спустя к ней в гости приезжает Майкл. Энн говорит Майклу, что после первой встречи она поняла, кто он такой, и хотела увидеться с ним снова. После смерти Алана Энн стала наследницей его империи и всех активов, которыми она считает справедливым поделиться с семьёй погибшего немецкого изобретателя. Майкл говорит Энн, что испытывает к ней особые чувства, они садятся за фортепиано и в четыре руки исполняют любимую мелодию Брамса.

## В ролях
- Кэтрин Хэпбёрн — Энн Хэмилтон
- Роберт Тейлор — Аллан Гэрроуэй
- Роберт Митчем — Майкл Гэрроуэй
- Эдмунд Гвенн — профессор «Динк» Хэмилтон
- Марджори Мэйн — Люси
- Джейн Медоуз — Сильвия Ли Бёртон
- Клинтон Сандберг — мистер Уормсли
- Дэн Тобин — профессор Джозеф Бэнгс
- Кэтрин Кард — миссис Фостер
- Хэнк Уорден — почтальон (в титрах не указан)

## Создатели фильма и исполнители главных ролей
Как отмечает историк кино Андреа Пассафьюме, этот "фильм был первым опытом сотрудничества режиссёра Винсента Миннелли и продюсера Пандро Бермана, которые впоследствии сделали вместе такие успешные картины, как «Мадам Бовари» (1949) и «Отец невесты» (1950). «Когда Берман предложил Миннелли поставить этот фильм, то режиссёр, мягко выражаясь, удивился, так как обычно он ставил радостные, жизнеутверждающие мюзиклы, такие как „Встретимся в Сент-Луисе“ (1944), и до того поставил лишь одну драматическую картину „Часы“ (1945) со своей тогдашней женой Джуди Гарланд в главной роли». Как отмечает журнал «TimeOut», "хотя Минелли более всего известен своими чудесными мюзиклами для студии «Метро-Голдвин-Майер», он также поставил несколько великолепных стильных мелодрам, таких как «Злые и красивые» (1952) и «И побежали они» (1958).
Пассафьюме пишет далее: "Миннелли доверял суждению Бермана и подписался на этот проект, зная, что звезда «Метро-Голдвин-Майер» Кэтрин Хэпбёрн уже дала согласие сыграть роль жены. Берман был продюсером одиннадцати лучших картин с участием Хепберн 1930-х годов, когда они вместе работали на студии РКО, среди них мелодрамы «Утренняя слава» (1933), «Элис Адамс» (1935), «Мария Шотландская» (1936) и «Дверь на сцену» (1937).
Многие критики, в частности, Пассафьюме, отмечали, что «все трое главных актёров этого фильма — Хепберн, Роберт Тейлор и Роберт Митчем — были взяты на роли не своего типа». Так, «Хепберн обычно играла сильные женские характеры, в то время, как роль Энн требовала от неё большую часть времени быть робкой и испуганной». К моменту съёмок этого фильма Хепберн уже была обладательницей Оскара за главную роль в мелодраме «Утренняя слава» (1933) и ещё трижды номинировалась на Оскар за главные роли в романтических комедиях «Элис Адамс» (1935), «Филадельфийская история» (1940) и «Женщина года» (1942). В общей сложности за свою карьеру, продолжавшуюся с 1932 по 1994 год, она завоевала четыре Оскара и удостоилась ещё восьми номинаций на Оскар.
До съёмок в этом фильме Роберт Тейлор сыграл свои лучшие роли в таких мелодрамах, как «Дама с камелиями» (1936), «Три товарища» (1938), «Мост Ватерлоо» (1940), а также в предвоенном триллере «Побег» (1940), фильме нуар «Джонни Игер» (1941) и военной драма «Батаан» (1943). Это была первая роль Роберта Тейлора после трёхлетнего перерыва, связанного со службой в армии во время Второй мировой войны. «Обычно он играл главные роли героев, но в „Подводном течении“ у зрителей появилась возможность увидеть его в более мрачной и более сложной роли, чем он играл когда-либо ранее».
Роберт Митчем впервые обратил на себя внимание, когда в 1946 году был удостоен Оскара за исполнение роли второго плана в военной драме «История рядового Джо» (1945). После успеха этого фильма «к актёру стал проявляться острый интерес», и студия «Метро-Голдвин-Майер» взяла его напрокат у РКО специально для этого фильма". В этой картине Митчем предстаёт "в редкой для себя роли чувственного «хорошего парня». Впоследствии Митчем прославился исполнением ролей суровых и морально неоднозначных нуаровых героев в таких фильмах, как «Из прошлого» (1947), «Перекрёстный огонь» (1947), «Ангельское лицо» (1952), «Ночь охотника» (1955), «Мыс страха» (1962) и многие другие.
Как отмечает Пассафьюме, на съёмочной площадке "Митчем не смог произвести впечатление на Хепберн, которая открыто выражала своё презрение к нему. Кроме того, Митчем в тот момент разрывался между различными проектами, так как в то же самое время снимался ещё в двух картинах — «Возжелай меня» (1947) и «Медальон» (1946). По поводу такого изнурительного графика актёра Минелли заметил: «Не удивительно, что он стал знаменит благодаря своим сонным глазам». «Поначалу Хепберн была не особенно рада, что режиссёром фильма станет Миннелли, хотя они ранее несколько раз уже встречались. „Я уверена, что мы поладим“, — сказала Хепберн Миннелли в начале работы над картиной. Для меня это прозвучало „и как приказ, и как угроза“, вспоминал Миннелли в своей автобиографии 1974 года „Я хорошо это помню“. „Никогда я не встречал настолько уверенного в себе человека. Она заставляла меня нервничать“, — писал он. В конце концов, когда Миннелли понял, как надо вести себя с актрисой, они стали добрыми друзьями. Хепберн даже проявила дружеское внимание и участие, в судьбе его новорождённой дочери Лайзы, которая появилась на свет во время съёмок». Пассафьюмо отмечает, что «поначалу Роберта Тейлора раздражала дружба Хепберн и Миннелли, и ему казалось, что фильм ставится специально под Хепберн. Однако вскоре он успокоился, когда понял, что режиссёрское мастерство Миннелли на самом деле положительно повлияло и на его собственную игру».

## Реакция критики

### Общая оценка фильма
Несмотря на то, что фильм имел кассовый успех, реакция на него критики была не столь благоприятной. Журнал «Variety» охарактеризовал его как «занудную мелодраму с женским уклоном», которая затрагивает некоторые психологические аспекты, показывая «слабого, не уверенного в себе человека, который использует ложь, кражу и даже убийство, чтобы достичь власти и признания». «Привлекательная сторона картины», по мнению журнала, «заключается в романе Хэпбёрн и Тейлора и в неопределённости того, как он сложится».
Назвав финал картины «одной из тех глупых кульминаций, в которых едва ли ожидаешь увидеть Хепберн и Тейлора», кинокритик Босли Кроутер в «Нью-Йорк таймс» описывает саму картину как «эмоционально самонадеянную историю прекрасной молодой леди, которая выходит замуж за зверя — открытие, которое она делает, проходя через ряд мучительных этапов, одновременно бессознательно влюбляясь в таинственного брата своего мужа, которого никогда не видела». По словам Кроутера, «если это звучит немного бессмысленно, мы уверяем вас, что именно так оно и есть. Представляется, что эта увлечённость нарастает в ней, когда она узнаёт, что брат мужа любит музыку, собак и книги. Однако таков уж этот фильм, и его надо принимать по его правилам театрального догматизма, если вы готовы вытерпеть его целиком». Вместе с тем Кроутер замечает: «И даже если вы не можете поверить в эту историю — что было бы вполне резонно — некоторые её фрагменты смотрятся увлекательно в чисто мелодраматическом плане».
Журнал «TimeOut» назвал фильм «безрадостным, немного нуаровым романтическим триллером», уловив в нём «отзвуки „Ребекки“, „Газового света“ и других подобных фильмов». Однако, по мнению журнала, «в своей тихой недосказанности он становится не столько душещипательной историей, сколько беспокойным и тонким исследованием проявлений зла и доверчивости». Журнал заключает: «Удивительным образом, фильм в конце концов впечатляет самим фактом отсутствия того незабываемо смешного, стилистически вычурного налёта, который делал мюзиклы Миннелли и его последующие мелодрамы столь чудесными». Подытоживая некоторые мнения, Деннис Шварц пишет: «Режиссёр Винсент Миннелли, более всего известный своими радостными мюзиклами студии „Метро-Голдвин-Майер“ меняет свою направленность с этой слезливой, привлекательной для женщин романтической мелодрамой, которую также можно рассматривать как скучный психологический фильм нуар (по крайней мере, стилистически это нуар благодаря блестящей мрачной операторской работе Карла Фройнда)». Шварц считает, что фильм «слишком длинный и переполнен слишком многими линиями, ведущими в никуда», тем не менее «актёрская игра великолепна, даже несмотря на то, что как Хэпбёрн, так и Митчем играют роли не своего типа (слабая женщина и чувственный мужчина)».

### Оценка работы сценариста, режиссёра и оператора
Кроутер считает, что как режиссёр Миннелли с помощью создания «атмосферы и настроения сильно выстроил нескольких ключевых эпизодов, когда вы ожидаете, что произойдёт нечто неизвестное». Однако, по мнению, критика, «сценарий Чодорова рассеивает пугающее напряжение каждый раз, и фильм неизменно уходит в скрипучую самоуспокоенность». Ханс Воллстейн называет картину «захватывающим триллером», что, по его мнению, «является исключительной заслугой режиссёра Винсента Миннелли, сценариста Эдварда Чодорова» и достигается благодаря «хорошей работе новичков Джейн Медоуз и Роберта Митчема, сдержанная манера игры которого прямо-таки освежает эту построенную на манипулировании мелодраму». По мнению Пассафьюме, «высокий уровень фильму обеспечивает великолепная черно-белая операторская работа Карла Фройнда, которая создаёт угрожающую атмосферу напряжённого нуарового триллера».

### Характеристика актёрской игры
Довольно критически оценив фильм в целом, Кроутер тем не менее дал высокую оценку актёрской игре, написав, что в этом фильме «вы будете вознаграждены оживлённой и насыщенной игрой мисс Хэпбёрн в роли леди, преодолевающей нарастающие страхи, и вернувшегося в кинематограф после военной службы мистера Тейлора, который постепенно усиливает проявления своей глубоко скрытой порочности в качестве её супруга». Кроутер также отмечает «довольно привлекательного Роберта Митчема в образе помятого и скромного брата, который любит культуру, хотя он появляется всего в паре сцен». «Variety» также высоко оценил актёрскую игру, написав, что «Хепберн подаёт свою роль с обычным мастерством и талантом», а «Митчем в роли пропавшего брата участвует всего в трёх сценах, но каждую из них делает значимой».
С другой стороны, Воллстейн назвал выбор Хепберн на главную роль «небольшой ошибкой», задаваясь вопросом: «Хепберн как беспомощная готическая героиня а-ля Джейн Эйр или вторая миссис Де Винтер из „Ребекки“?» По мнению Воллстейна это выглядит малоправдоподобно, но «именно в это фильм просит вас поверить». Далее он пишет: «Несмотря на её восхваляемую харизму и актёрское совершенство Хепберн не вносит особого смысла в образ Энн Хэмилтон, постоянный поток сознания которой может быть типичен для актрисы, но её наивное доверие к мужчинам — определённо нет. Наша Кейт (Хепберн) вряд ли бы позволила кому-либо манипулировать собой настолько очевидно, как это делает Алан Гэрроуэй Роберта Тейлора. Конечно нет!». Резюмируя, Воллстейн отмечает, что "почти любая другая актриса её поколения смогла бы сыграть это достоверно, но не мисс Хепберн, которая совсем не поражает зрителя в роли типа Трилби (героиня одноимённого романа, молодая певица, которая попадает под полное влияние манипулирующего её сознанием менеджера Свенгали).